# Деспотовац (община)
Деспотовац (серб. Деспотовац) — община в Сербии, входит в Поморавский округ.
Население общины составляет 23 942 человек (2007 год), плотность населения составляет 38 чел./км². Занимаемая площадь — 623 км², из них 48,5 % используется в промышленных целях.
Административный центр общины — город Деспотовац. Община Деспотовац состоит из 33 населённых пунктов, средняя площадь населённого пункта — 18,9 км².

## Статистика населения общины
| Год  | Население, чел. |
| ---- | --------------- |
| 1991 | 27208           |
| 2001 | 25805           |
| 2002 | 25568           |
| 2003 | 25286           |
| 2004 | 24999           |
| 2005 | 24700           |
| 2006 | 24321           |
| 2007 | 23942           |